# Atyria durnfordi
Atyria durnfordi là một loài bướm đêm trong họ Geometridae.